# Јаков Адамич Бородавка
Јаков Бородавка (укр. Яків Адамович Неродич-Бородавка, рус. Я́ков Ада́мович Борода́вка-Неро́дич) (непознато — 8. септембар 1621, Кијев, Државна заједница Пољске и Литваније), познат и као Јацко Бородавка, је био хетман Запорошке Сече од 1619. до 1621. године. Био је главни супарник хетмана Петра Конашевича-Сагајдачног, који га је на крају ухапсио и осудио на смрт. Убијен је 8. септембра 1621. у Кијеву.

## Биографија
Јаков Бородавка је био крајем 1619. године изабран за хетмана (нерегистрованих) Запорошких Козака и лидером Запорошке Сече. Са његовим избором Козаки су припретили (тада владајућим) Пољацима пуно радикалније него под хетманом (легалних, регистрованих) Козака Петра Конашевича-Сагајдачног.
Јаков Бородавка је као православни Козак имао радикалније погледе према католичким Пољацима, који су за време Државне заједнице Пољске и Литваније владали Малорусијом и вршили притисак на православну рају (католичење).
Припрема Османског царства, да заједно са Кримским Татрима нападне Државну заједницу Пољске и Литваније, дала је Бородавки повод, да са легалним (регистрованим) Козацима, под водством хетмана Петра Сагајдачног, сами нападну Турке. Од 15. до 17. јуна 1621. одржао се сабор свих Козака, код Беле Цркве, где су прихватили пољски споразум (боља права Козака и православне раје). Пољска је прихватила командовање од 40 хиљада Козака хетману Бородавки (Битка код Хотина (1621)).
Августа 1620. године, када су се Козаки спремали да са Пољском крену у рат према Молдавији, у козачком граду код Могиљива-Подиљског дошло је до састанка два супарника и хетмана, Бородавке и Сагајдачног. Прије тога хетман Сагајдачниј у Варшави је потписао план за боље услове Козака и православне раје, где су Козаци добили неке врсте аутономије. Сагајдачниј се такође није сложио са хетманством Бородавке, које је хтео решити пред саму битку пољско-козачке армије против Турске.

## Узимање титуле и хапшење Бородавке
У битки код Хотина хетман Сагајдачниј није био задовољан са радом хетмана Бородавке, као разлог је навео лоше вођење козачких одреда и лошу логистику његових трупа. Није био ни задовољан због непотпуне команде над свим Козацима, јер је велик део водио сам хетман Бородавка.
Због тога крајем августа 1621. код запорошке војске дошло је до смене власти. Хетман Јаков Адамич Бородавка је ухапшен и изгубио своју булаву. Касније, 8. септембра 1621. је и смртно кажњен у затовру у Кијеву. Смена и убиство Јакова Бородавке је била више политичко одстрањење, за власт над Козацима код којих је био Бородавка веома популаран хетман. Пољски хетман Станислав Жолкевски је о Бородавки записао:
...најлошији козак који је склон бунтима, са којима би Козаци ишли не само на море него и у пакао.
Сагајдачном је било касније жао за погибију хетмана Бородавке, који је урадио много за ослобођење православне раје и Козака. Када је био смртно рањен на битки код Хотина, навео је записати у бележку о Бородавки „Јаков хетман”. Очигледно је пред смрт изразио своје покајање.

## Резултат
Убиство Јакова Бородавке је више лићило на уклањање супарника, што је касније признао и сам Петро Конашевич-Сагајдачниј. У украјинској историји (и код Козака) Јаков Бородавка је позитивна лићност у борби Козака и православне раје против пољске шљахте и Турака.